# AEGON International 2013
AEGON International 2013 byl společný tenisový turnaj mužského okruhu ATP World Tour a ženského okruhu WTA Tour, který se hrál v areálu Devonshire Park Lawn Tennis Clubu na otevřených travnatých dvorcích. Konal se mezi 17. až 22. červnem 2013 v britském Eastbourne jako 5. ročník mužského a 39. ročník ženského turnaje.
Mužská polovina se řadila do kategorie ATP World Tour 250 a její dotace činila 519 310 eur. Ženská část s rozpočtem 619 000 dolarů byla součástí WTA Premier. Nejvýše nasazenými byli v mužské dvouhře světová patnáctka Milos Raonic z Kanady a v ženském singlu čtvrtá hráčka žebříčku Agnieszka Radwańská z Polska.

## Distribuce bodů a finančních odměn

### Distribuce bodů
| Soutěž       | Vítězové | F   | SF  | ČF  | 16 v kole | 32 v kole | Q  | Q3 | Q2 | Q1 |
| ------------ | -------- | --- | --- | --- | --------- | --------- | -- | -- | -- | -- |
| dvouhra mužů | 250      | 150 | 90  | 45  | 20        | 0         | 12 | 6  | 0  | 0  |
| čtyřhra mužů | 250      | 150 | 90  | 45  | 0         |           |    |    |    |    |
| dvouhra žen  | 470      | 320 | 200 | 120 | 60        | 1         | 20 | 12 | 8  | 1  |
| čtyřhra žen  | 470      | 320 | 200 | 120 | 1         |           |    |    |    |    |

### Finanční odměny
| Soutěž         | Vítězové | F        | SF       | ČF       | 16 v kole | 32 v kole | Q3     | Q2     | Q1   |
| -------------- | -------- | -------- | -------- | -------- | --------- | --------- | ------ | ------ | ---- |
| dvouhra mužů   | €84 550  | € 44 540 | € 24 125 | € 13 745 | € 8 100   | € 4 800   | €775   | €370   |      |
| čtyřhra mužů * | €25 700  | €13 500  | €7 320   | €4 910   | €2 450    |           |        |        |      |
| dvouhra žen    | $117 000 | $62 300  | $33 250  | $17 850  | $9 550    | $4 590    | $2 720 | $1 450 | $805 |
| čtyřhra žen *  | $36 500  | $19 480  | $10 650  | $5 425   | $2 940    |           |        |        |      |

* na pár

## Dvouhra mužů

### Nasazení
| Stát         | Hráč                  | ATP1) | Nasazení |
| ------------ | --------------------- | ----- | -------- |
| Kanada       | Milos Raonic          | 15.   | 1.       |
| Francie      | Gilles Simon          | 17.   | 2.       |
| Německo      | Philipp Kohlschreiber | 18.   | 3.       |
| Argentina    | Juan Mónaco           | 20.   | 4.       |
| Jižní Afrika | Kevin Anderson        | 23.   | 5.       |
| Ukrajina     | Alexandr Dolgopolov   | 24.   | 6.       |
| Itálie       | Andreas Seppi         | 26.   | 7.       |
| Itálie       | Fabio Fognini         | 31.   | 8.       |

- 1) Žebříček ATP k 10. červnu 2013.

### Jiné formy účasti
Následující hráčí obdrželi divokou kartu do hlavní soutěže:
- Kyle Edmund
- Milos Raonic[1]
- James Ward

Následující hráči postoupili z kvalifikace:
- James Blake
- Kenny de Schepper
- Ryan Harrison
- Guillaume Rufin

### Odhlášení
před zahájením turnaje
- Thomaz Bellucci

## Mužská čtyřhra

### Nasazení
| Stát               | Hráč             | Stát               | Hráč            | ATP1 | Nasazení |
| ------------------ | ---------------- | ------------------ | --------------- | ---- | -------- |
| Rakousko           | Alexander Peya   | Brazílie           | Bruno Soares    | 15.  | 1.       |
| Švédsko            | Robert Lindstedt | Kanada             | Daniel Nestor   | 26.  | 2.       |
| Indie              | Leander Paes     | Česko              | Radek Štěpánek  | 27.  | 3.       |
| Spojené království | Colin Fleming    | Spojené království | Jonathan Marray | 42.  | 4.       |

- 1 Žebříček ATP k 10. červnu 2013; číslo je součtem umístění obou členů dvojice.

### Jiné formy účasti
Následující dvojice obdržely divokou kartu do hlavní soutěže:
- Jamie Delgado /  James Ward
- Kyle Edmund /  Sean Thornley

## Ženská dvouhra

### Nasazení
| Stát    | Hráčka              | WTA1) | Nasazení |
| ------- | ------------------- | ----- | -------- |
| Polsko  | Agnieszka Radwańská | 4.    | 1.       |
| Čína    | Li Na               | 6.    | 2.       |
| Německo | Angelique Kerberová | 7.    | 3.       |
| Česko   | Petra Kvitová       | 8.    | 4.       |
| Dánsko  | Caroline Wozniacká  | 9.    | 5.       |
| Rusko   | Maria Kirilenková   | 10.   | 6.       |
| Srbsko  | Ana Ivanovićová     | 12.   | 7.       |
| Rusko   | Naděžda Petrovová   | 13.   | 8.       |

- 1) Žebříček WTA k 10. červnu 2013.

### Jiné formy účasti
Následující hráčky obdržely divokou kartu do hlavní soutěže:
- Samantha Stosurová[2]
- Johanna Kontaová[3]
- Elena Baltachová[4]

Následující hráčky postoupily z kvalifikace:
- Julia Bejgelzimerová
- Jamie Hamptonová
- Kristýna Plíšková
- Olga Pučkovová

### Odhlášení
před zahájením turnaje
- Sara Erraniová[5]
- Jaroslava Švedovová[6]
- Sloane Stephensová[6]

### Skrečování
- Tamira Paszeková (poranění stehna)
- Marion Bartoliová (viróza)

## Ženská čtyřhra

### Nasazení
| Stát          | Hráčka                 | Stát      | Hráčka                | WTA1 | Nasazení |
| ------------- | ---------------------- | --------- | --------------------- | ---- | -------- |
| Rusko         | Naděžda Petrovová      | Slovinsko | Katarina Srebotniková | 11.  | 1.       |
| Spojené státy | Liezel Huberová        | Indie     | Sania Mirzaová        | 26.  | 2.       |
| Německo       | Anna-Lena Grönefeldová | Česko     | Květa Peschkeová      | 38.  | 3.       |
| Itálie        | Flavia Pennettaová     | Rusko     | Jelena Vesninová      | 53.  | 4.       |

- 1 Žebříček WTA k 10. červnu 2013; číslo je součtem umístění obou členek dvojice.

### Jiné formy účasti
Následující páry obdržely divokou kartu do hlavní soutěže:
- Petra Kvitová /  Yanina Wickmayerová
- Anne Keothavongová /  Samantha Murrayová

## Přehled finále

### Mužská dvouhra
- Feliciano López vs.  Gilles Simon, 7–6(7–2), 6–7(5–7), 6–0

- Feliciano López získal třetí singlový titul kariéry, první od sezóny 2010 a premiérový na trávě.

### Ženská dvouhra
- Jelena Vesninová vs.  Jamie Hamptonová, 6–2, 6–1

- Jelena Vesninová vyhrála druhý singlový titul v sezóně a druhý v kariéře. V úvodní části roku triumfovala na Hobart International.

### Mužská čtyřhra
- Alexander Peya /  Bruno Soares vs.  Colin Fleming /  Jonathan Marray, 3–6, 6–3, [10–8]

### Ženská čtyřhra
- Naděžda Petrovová /  Katarina Srebotniková vs.  Monica Niculescuová /  Klára Zakopalová, 6–3, 6–3